# Agnetina media
Agnetina media és una espècie d'insecte plecòpter pertanyent a la família dels pèrlids.